# Ragnarok Online 2
Ragnarok Online 2: The Gate of the World is een MMORPG-computerspel voor Windows. Het is het vervolg op het computerspel Ragnarok Online. Het werd ontwikkeld door Gravity Interactive en uitgebracht in 2007 in Korea. Het spel ging in gesloten bèta in 2006 gevolgd door open bèta in 2010. Het spel werd slecht ontvangen en als gevolg daarvan werd in juli 2010 aangekondigd dat het spel geschrapt was. In plaats van Ragnarok Online 2 werd de opvolger Ragnarok Online 2: Legend of the Second ontwikkeld.
Het spel is in tegenstelling tot de eerste Ragnarok niet meer 2D, maar dit keer 3D met cell-shaded elementen, waardoor het lijkt alsof de gebruiker echt in het spel meespeelt.